# 수성못 (영화)
"수성못"은 2018년에 개봉한 대한민국의 영화이다.

## 캐스팅
- 이세영 : 오희정 역
- 김현준 : 차영목 역
- 남태부 : 오희준 역
- 강신일 : 박씨 역
- 최영주 : 희정엄마 역
- 이유하 : 미루 역
- 윤정로 : 경찰공무원 역
- 오동민 : 피스비 역
- 윤만달 : 직장인 역
- 고유준 : LG 팬 역
- 김민규 : 병수 역
- 김혁 : 관리소장 역
- 전아희 : 사회복지사 역
- 박현영 : 중년여성 역
- 윤진 : 중년여성 애인 역
- 강소연 : 희정 동창생 역
- 정동화 : 도를 믿는 여자 역
- 강신욱 : 지하철 폭행남 역
- 최창환 : 기타아저씨 역
- 김서하 : 뉴스앵커 (목소리) 역

## 같이 보기
- 2018년 대한민국의 영화 목록